# Bonyhádi Jenő
Bonyhádi Jenő, eredetileg Litzmann Jenő (Bonyhád, 1907. január 16. – Budapest, 1969. szeptember 2.) újságíró, főszerkesztő, külügyi szakértő.

## Életpályája
Litzmann Miksa kereskedő és Rosenthal Bella gyermekeként született. A Bonyhádi Evangélikus Gimnáziumban megkezdett tanulmányait nem fejezhette be, ezért lakatos, majd autószerelő szakmát tanult. 1929-ben külföldre ment, vasmunkásként dolgozott Franciaországban. 1931-ben hajófűtő lett Marseille-ben, és így jutott ki Alexandriába. Néhány hónapos egyiptomi tartózkodás után átment Palesztinába.
1935-ben mozgalmi tevékenysége miatt másfél évi börtönbüntetést szenvedett, majd visszatoloncolták Magyarországra. Hazatérése után vasmunkásként dolgozott, és tevékenyen részt vállalt az Országos Ifjúsági Bizottság (OIB) munkájában. 1937-ben egy munkásmozgalmi akció során hasba lőtték, ezt az eseményt „Hűvösvölgyi Merénylet” néven tartják nyilván a történelemkönyvek. 1936 és 1939 között részt vett a spanyol polgárháborúban. 1941. december 24-én Budapesten nőül vette Berger Klára óvónőt.
Ekkor már nyolc nyelven beszélt, többek között franciául, spanyolul, angolul, németül, oroszul és arabul.
1940-től rendőri felügyelet alá helyezték, majd 1942-ben büntetőszázadba került, a háború vége Kassán érte. 1945 után Külügyi Akadémiát végzett.

## Munkássága
1939-ben került kapcsolatba az újságírással – bár már 1937-től küldött haza cikkeket, tudósításokat, több írása jelent meg a Gondolatban, a Világirodalmi Szemlében és a Magyar Hírlapban. 1940-ben lett az Esti Kurír és Az Újság munkatársa. 1945-től a Szikra Lapkiadó vezető tisztviselője, 1948-tól instruktor az MDP Központi Vezetőségének Sajtóosztályán. 1949-ben lett Magyarország közel- és közép-keleti ügyeinek referense a Külügyminisztériumban. 1954-től 1958-ig a Magyar Újságírók Szövetségének egyik vezetőjeként megszervezte és vezette a Szövetség könyvtárát, hírlaparchívumát és a gyors adatszolgáltatást.
1951-től egészen haláláig gondos precizitással írta és szerkesztette a Kossuth Rádió naponta jelentkező, Naptár című rovatát.
Hatalmas adattárral és nyilvántartott, kereshető fotóarchívummal (szobrok, kulturális létesítmények, híres emberek, művészeti alkotások stb.) rendelkezett, és azt megosztotta a teljes újságírói társadalommal: forrásként használták írók, művészek ezt az adatbázist, amely ugyan még csak papírkartotékokban létezett, de tulajdonképpen a Wikipédia korabeli elődje volt.
Ezekben az években több hangjátéka is elhangzott a Magyar Rádióban.
Az ő ötlete nyomán adta ki az ötvenes évek elejétől a Móra Ferenc Ifjúsági Könyvkiadó a különböző Évkönyv Sorozatokat, amelyeknek szerkesztője és írója is volt egyszerre, és olyan szerzőcsapatot hozott létre, melyben a korszak minden írója részt vett, így például Pilinszky, Weöres, Illyés, Ráth-Végh, Tersánszky, Tabi László, Veress Pál, Hatvany Lajosné, Mezei András.
1959-től 1964-ig, nyugdíjazásáig a Corvina Könyvkiadó magyar nyelvű szerkesztőségét vezette.
62 évesen halt meg hasnyálmirigyrákban.

## Művei
- Sajtótörténet. A hírközlés eszközeinek és módszereinek kialakulása és fejlődése a sajtó fellépése előtt (Budapest, 1959)
- Sajtótörténet. A világsajtó kialakulása és fejlődése (Budapest, 1959)
- A világ csodái (társszerző, Bibliotheca Kiadó, 1957)
- Titkok és talányok (társszerző, Bibliotéka Könyvkiadó, 1958)
- Hasznos mulatságok sorozat
- Vigyázat! Szélhámos! (Ráth-Végh István...társszerző, Bibliotéka Könyvkiadó, 1957)
- A régi Pest-Buda (társszerző, Bibliotheca Kiadó, 1957)

## Díjai, elismerései
- Szocialista Hazáért Érdemrend

## Róla írták
- Békésmegyei közlöny, 1937 (64. évfolyam) július–szeptember
- A budapesti főkapitányság politikai osztályának detektívjei kinyomozták a hűvösvölgyi merénylet ügyét alig negyvennyolc órával a merénylet elkövetése ulán
- Fegyvertelenek — éjszaka, a néptelen Hűvösvölgyben. Nyilasok véres éjszakai hadjárata a Hűvösvölgyben! – Bulvár – 1937
- Vasárnap virradó éjszaka kopácsolás hallatszott a hűvösvölgyi Nagyrét felől, ... Litzmann egyébként éppen úgy mondja el a merénylet lefolyását, mint társai, ... (64. évfolyam) július–szeptember • 146–222. szám[halott link]